# Cyclocephala nike
Cyclocephala nike – gatunek chrząszcza z rodziny poświętnikowatych i podrodziny rohatyńcowatych.
Gatunek ten został opisany po raz pierwszy w 1992 przez Bretta Ratcliffe’a na łamach „The Coleopterists Bulletin”. Opisu dokonano na podstawie dwóch okazów odłowionych w 1977 roku. Jako miejsce typowe wskazano plantację kawy w okolicy Santa Clara w Panamie. Epitet gatunkowy pochodzi od greckiej bogini zwycięstwa Nike.
Holotypowy samiec ma 24,1 mm długości ciała i 11,2 mm szerokości w barkach. Allotypowa samica osiągają ma 23 mm długości ciała i 11,4 mm szerokości w barkach. Czarna głowa ma oczy złożone rozstawione na odległość 3,5 raza większą niż ich poprzeczne średnice, dziesięcioczłonowe czułki zwieńczone buławkami, umiarkowanie punktowane czoło oraz punktowany, a w przedniej połowie ponadto pomarszczony nadustek z szerokim, lekko wykrojonym i wąsko odgiętym wierzchołkiem. Kolor przedplecza jest rudobrązowy z czarnymi brzegami. Punktowanie na wierzchu przedplecza jest rozproszone i małe, natomiast na bokach staje się gęstsze i większe. Krawędź nasadowa przedplecza jest na całej długości obrzeżona. Barwa tarczki jest rudobrązowa. Barwa pokryw jest rudobrązowa z czarnymi: nasadą, linią przyszwową i epipleurami. Na powierzchni pokryw występują duże i płytkie punkty, układające się w niewyraźne, podwójne rządki. Odnóża są czarne. Przednia ich para u samca ma po trzy zęby na goleniach, z których nasadowy jest leży nieco dalej od środkowego niż środkowy od wierzchołkowego oraz stopy z powiększonymi pazurkami, z których większy rozdwaja się na szczycie. U samicy przednia para odnóży ma pazurki na stopach niepowiększone. Pygidium jest rudobrązowe, u samca słabo wysklepione, a u samicy prawie płaskie w widoku bocznym.
Owad neotropikalny, endemiczny dla Panamy. Znany jest wyłącznie z miejsca typowego w prowincji Chiriquí. Owady dorosłe odławiano w maju.